# Ceraclea chirindensis
Ceraclea chirindensis är en nattsländeart som först beskrevs av Douglas E. Kimmins 1956.  Ceraclea chirindensis ingår i släktet Ceraclea och familjen långhornssländor. Inga underarter finns listade i Catalogue of Life.